# لغة نغمية
تعد النغمات (بالإنجليزية: Tones)‏ من العلامات المميزة لعدد من اللغات من أبرزها اللغة الصينية. وهو تحكم في درجات الصوت مما يجعلها أشبه بالحركات فبتغيّر النغمة يتغيّر الرسم ودلالة المعنى أو الحالة الإعرابية.
تنتشر النغمات في عدد من لغات شرق وجنوب آسيا ووسط إفريقيا ولغات الهنود الحمر مما مهّد لظهور فرضيات تجعل المناخ الرطب الذي تمتاز به هذه المنطق الاستوائية والمدارية عاملا مهما في نشوء النغمات وحفظها.
عدد النغمات ووظيفتها يتباين بين اللغات فاللغات النغمية في شرق آسيا تميل لإعطائها وظيفة معجمية تحدد معاني المفردات في حين يغلب في اللغات الإفريقية النغمية الوظيفة النحوية والصرفية.
في اللغة الصينية المعيارية خمس نغمات :
الأولى المستوية، الثانية الصاعدة، الثالثة الهابطة الصاعدة، والرابعة الهابطة، والخامسة الساكنة. ووظيفة هذه النغمات الصينية معجمية، فنغمتك قد تفرض معنى مغايرا تماما للكلمة، فنغمات لفظة «ما» مثلا قد تعني الأم أو الحصان أو القنب أو حتى التوبيخ والشتيمة.